# TARDIS

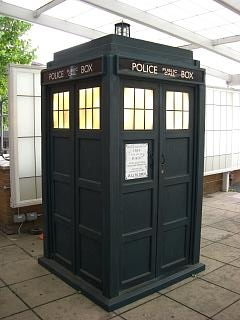
在2005年至2010年期間展示於英國廣播公司電視中心的TARDIS模型

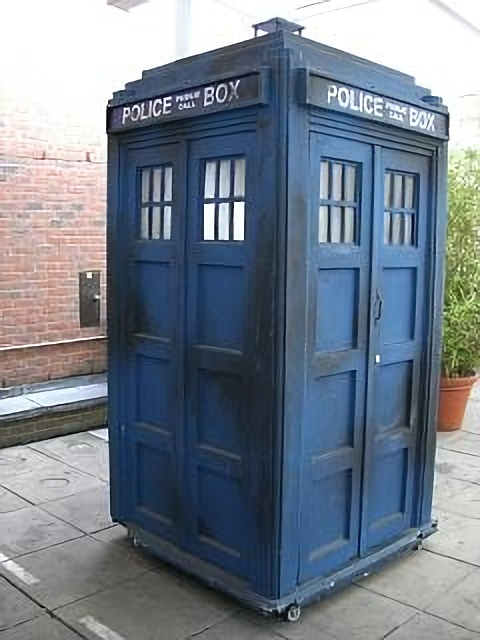
Mark II 玻璃纖維型TARDIS，於1980年至1989年使用

TARDIS（/ˈtɑːdɪs/，或譯作塔迪斯），全稱時間和空間相對維度（英語：Time and Relative Dimension in Space），是英國科幻電視劇《神秘博士》及其相關作品中的一台虛構時間機器和航天器。某程度上，TARDIS亦是異世奇人系列的象徵之一。

## 概述
TARDIS是時間領主們使用高科技的一個產物，而異世奇人的主角「博士」都是其中一個時間領主。一部得到正確維護和駕駛的TARDIS可以將乘客輸送到任何時間中宇宙裡的任何一處。原本的設計為六人操作，TARDIS上的緊急氧氣罩有六個，操作面板也有六面。雖然基本上是用拉桿或旋鈕來控制TARDIS的移動，不過也可以用博士的心電感應或是超聲波螺絲起子從外部來操作。另外，一部TARDIS的內部實際上比其外部要大得多，並且可以使用「變色龍電路」將TARDIS融入其所在位置的背景。TARDIS也擁有一定程度的知覺，並且會透過一個化身表示。TARDIS也會向其使用者提供額外的工具和能力，其中包括以心靈感應為基礎的通用翻譯系統，稱為心靈感應誘導電路。

## 博士的TARDIS
在異世奇人系列中，主角博士所操控的TARDIS是一個不可靠的，過時的「TT40型，馬克3型TARDIS」。這個TARDIS的變色龍電路已經失效，而它故障時正位於1963年的倫敦，並且正在假裝成一個60年代風格的倫敦警察電話亭。因此，這個TARDIS仍然維持著警察電話亭的模樣。這個TARDIS原本位於時間領主的母星嘉勒弗雷星的一家博物館裡，並且是殘舊的、已退役和被遺棄的。而它是被博士從館中偷出來使用。但是，於〈博士的妻子〉（2011年）一集中，博士的TARDIS以一個人類作為替身，並且指出在博士從博物館中偷取它前，它早已根據自己的自由意志選中了博士。另外，雖然在劇中，該TARDIS經常發生故障，且不時違背博士的指示。但於〈博士的妻子〉一集中，該TARDIS指出其實它違背博士的命令是為了將博士帶到「他應該要去的地方」，而非「他想去的地方」。
雖然「TARDIS」是一種運輸工具，但是博士都不時稱他的TARDIS為「TARDIS」。而在部份早期劇集中，博士會稱自己的TARDIS為「船隻」、「藍盒子」、「膠囊」以及「警察電話亭」。而新的博士（第十一任）則會稱自己的TARDIS為「Sexy」。
《異世奇人》已成為英國流行文化的其中一部分，而「藍色的警察電話亭」在人們眼中的印象是TARDIS而非警察。另外，人們更加創作了「TARDIS-like」這個詞，表示一些內裡比外表看起來更大的東西。1996年，英國廣播公司為TARDIS的藍色警亭申請了《異世奇人》周邊商品的商標。1998年，首都警察監管局提出反對；但在2002年，專利局裁定英國廣播公司勝訴。